# Eodictyoconus
Eodictyoconus es un género de foraminífero bentónico considerado un sinónimo posterior de Fabiania de la subfamilia Fabianiinae, de la familia Cymbaloporidae, de la superfamilia Planorbulinoidea, del suborden Rotaliina y del orden Rotaliida. Su especie tipo era Pseuorbitolina cubensis. Su rango cronoestratigráfico abarcaba el Luteciense (Eoceno medio).

## Clasificación
Eodictyoconus incluía a la siguiente especie:
- Eodictyoconus cubensis †